# Zheng Shi
Zheng Shi (1775-1844; nacida Shi Yang, alias Shi Xianggu o Shek Yeung), también conocida como Ching Shih o Zheng Yi Sao, fue una líder pirata china activa entre 1801 y 1810 en el Mar de la China Meridional.
Nacida como Shi Yang en 1775 y de origen humilde, se casó con un pirata llamado Zheng Yi en 1801, a la edad de 26 años. Los habitantes de Guangdong la llamaron Zheng Yi Sao ("esposa de Zheng Yi"). Tras la muerte de su marido en 1807, asumió el control de su confederación pirata con el apoyo del hijo adoptivo de Zheng Yi, Zhang Bao, con quien entabló una relación y más tarde se casó. En 1805, como comandante no oficial de la Confederación Pirata de Guangdong, su flota estaba compuesta por 400 juncos y de 40.000 a 60.000 piratas. Sus barcos entraron en conflicto con varias potencias importantes, como la Compañía de las Indias Orientales, el Imperio Portugués y la Gran Qing.
En 1810, Zheng Shi negoció una rendición ante las autoridades de Qing que les permitió a ella y a Zhang Bao conservar una flota considerable y evitar ser procesados. En el momento de su rendición, estaba al mando de 24 barcos y más de 1.400 piratas. Murió en 1844, alrededor de los 68 años, tras una vida relativamente pacífica y próspera tras el fin de su carrera pirata. Zheng Shi ha sido descrita no sólo como la mujer pirata más exitosa de la historia, sino como parte de los piratas más exitosos de la historia.

## Primeros años
Zheng Shi nació en 1775 en las cercanías de Xinhui, Guangdong. Es posible que trabajase como prostituta o proxeneta en un burdel flotante de Tanka (花船) en Guangdong, pero no hay pruebas concretas de ello.

## Matrimonio con Zheng Yi
En 1801, Shi Yang se casó con Zheng Yi, un conocido pirata.
Zheng Yi fue un pirata que luchó como corsario en Vietnam para la dinastía Tây Sơn en las guerras de Tây Sơn y más tarde para Nguyễn Ánh (Gia Long), primer emperador de la dinastía Nguyễn. Bajo el patrocinio de Tây Sơn, combatió en la flota de su primo Zheng Qi. Zheng Yi procedía de una familia de conocidos piratas cuyas raíces se remontaban a la dinastía Ming. Tenía un hijo adoptivo, Zhang Bao, al que había secuestrado en 1798, cuando Zhang tenía 15 años, y al que presionó para que se dedicara a la piratería.

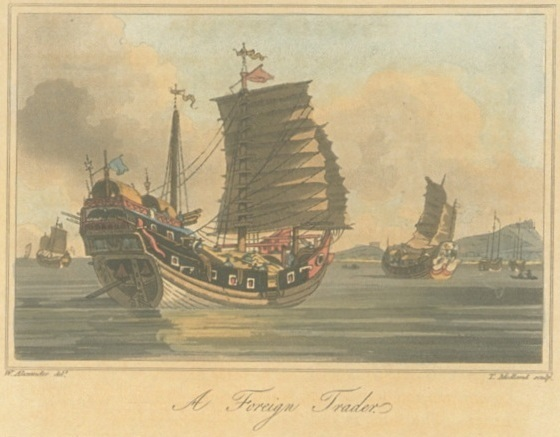
Un junco chino representado en Viajes por China: contiene descripciones, observaciones y comparaciones, realizadas y recopiladas en el transcurso de una corta residencia en el palacio imperial de Yuen-Min-Yuen, y en un viaje posterior a través del país desde Pekín a Cantón, publicado en 1804.

Un año después del matrimonio de Shi y Zheng, en febrero de 1802, Zheng Qi, primo de Zheng Yi, fue capturado y ejecutado por las fuerzas de Nguyễn en la ciudad de Jiangping (江平), en la frontera entre Vietnam y China, cerca de lo que hoy es Dongxing (东兴). El 20 de julio de 1802, Nguyễn Ánh entró en la ciudad de Thăng Long, poniendo fin a la dinastía Tây Sơn. Zheng Yi se apoderó rápidamente de la flota de Zheng Qi tras su muerte y navegó de vuelta a la costa china junto con el resto de piratas chinos que antes estaban bajo el patrocinio de Tây Sơn.
A esto siguió un periodo de luchas internas entre los piratas cerca de la costa de Guangdong. Con la ayuda de Zheng Yi Sao, que era una hábil unificadora y organizadora, Zheng Yi logró unir a los piratas en una confederación mediante la firma de un acuerdo en julio de 1805. Cada líder pirata aceptaba sacrificar parte de su autonomía por el bien común. La confederación constaba de seis flotas conocidas por el color de sus banderas: roja, negra, azul, blanca, amarilla y morada. Zheng Yi comandaba la mayor flota de la confederación, la Flota de la Bandera Roja.
Zheng Yi Sao tuvo dos hijos con Zheng Yi: Zheng Yingshi (鄭英石), que nació en 1803, y Zheng Xiongshi (鄭雄石), que nació en 1807.

## Ascenso al liderazgo
El 16 de noviembre de 1807, Zheng Yi cayó por la borda durante un vendaval y murió a la edad de 42 años. Con el apoyo del sobrino de Zheng Yi, Zheng Baoyang (鄭保養) y del hijo de Zheng Qi, Zheng Anbang (鄭安邦), Zheng Shi asumió el control de las operaciones de su difunto marido. Zheng Shi también mantenía el equilibrio entre las distintas facciones de la confederación y conocía bien a Guo Podai (郭婆帶), líder de la segunda flota más grande de la confederación, la Flota de la Bandera Negra, quien había sido secuestrado por Zheng Yi y obligado a dedicarse a la piratería desde muy joven. Sobre todo, Zheng Shi contó con el apoyo de Zhang Bao, que en ese momento comandaba la Flota de la Bandera Roja.
Zheng Shi heredó efectivamente el liderazgo informal que su difunto marido ejercía sobre toda la Confederación Pirata, mientras que Zhang Bao se convirtió en el comandante oficial de la Flota de la Bandera Roja. Según un informe de Wen Chengzhi (溫承誌), funcionario del gobierno que en 1810 dirigió las negociaciones de Zheng Shi y Zhang Bao con el Virrey de Liangguang Bai Ling (百齡), "Zhang Bao obedecía las órdenes de Zheng Shi y consultaba con ella en todo antes de actuar (張保. ..仍聽命於鄭一之妻石氏，事必請而後行)".
Tras hacerse con el control de la confederación, Zheng Shi y Zhang Bao entablaron rápidamente una relación sexual. Se especula que ya intimaban antes de la muerte de Zheng Yi.

## Líder de la confederación
En 1808, un año después de que Zheng Shi asumiera el poder, la Confederación Pirata se volvió significativamente más activa. En septiembre, Zhang Bao logró primero atraer y luego emboscar a Lin Guoliang (林國良), general de brigada (統兵) de Humen, y destruyó su flota de 35 barcos cerca de la isla de Mazhou, situada al este del actual distrito de Bao'an, en Shenzhen. Un mes después, en octubre, Zhang Bao derrotó al teniente coronel (參將) Lin Fa (林發) cerca de la actual isla Weiyuan, al este de la ciudad de Humen. Estos dos enfrentamientos redujeron a la mitad la flota provincial china y despejaron el camino para que los piratas se internaran en el río de las Perlas.
1809 fue un año lleno de acontecimientos para la Confederación Pirata bajo el mando de Zheng Shi. En marzo, el Comandante Provincial (提督) Sun Quanmou (孫全謀), al mando de unos 100 barcos, se enfrentó a un pequeño grupo de piratas cerca de la isla Dawanshan, quienes pidieron ayuda a Zheng Shi. Antes de la batalla, Zheng Shi tomó el mando de la Flota de la Bandera Roja y la Flota de la Bandera Blanca y ordenó a Zhang Bao atacar desde el frente con unos 10 barcos. Los lugartenientes de Zhang Bao, Xiang Shan'er (香山二) y Xiao Bu'ao (蕭步鰲) debían rodear los flancos de Sun, y Liang Bao (梁保), líder de la Flota de la Bandera Blanca, debía cortarle el paso por la retaguardia. Durante la batalla, Zheng Shi arremetió con el resto de las flotas Roja y Blanca, derrotando a Sun.
El 21 de julio, la armada de Qing asestó un duro golpe a la Confederación Pirata al matar a Liang Bao y destruir su Flota de la Bandera Blanca en un enfrentamiento cerca de lo que hoy es el distrito de Jinwan, en Zhuhai, cuyo coste fue la pérdida del general de brigada Xu Tinggui (許廷桂) y 25 barcos a manos de Zhang Bao.
La muerte de Liang y la destrucción de la Flota de la Bandera Blanca no disuadieron a Zheng Shi. De hecho, en agosto de 1809 ordenó una redada masiva: Zhang Bao atacaría alrededor de Dongguan con la Flota de la Bandera Roja, Guo Podai atacaría alrededor de Shunde con la Flota de la Bandera Negra, y Zheng Shi dirigiría la incursión alrededor de Xinhui con su flota personal. Guo Podai se abrió paso a través de las numerosas vías fluviales a lo largo del río de las Perlas durante seis semanas en una sangrienta campaña de incursiones que acabó causando la muerte de aproximadamente 10.000 personas. A principios de septiembre, Zhang Bao destruyó por completo una gran ciudad no lejos de Humen y mató a 2.000 habitantes. Numerosas aldeas, asentamientos y ciudades fueron víctimas de los piratas.
El 27 de septiembre, Zheng Shi asumió personalmente el mando de 500 barcos y ancló cerca de Tanzhou (潭洲). El día 29, Zheng Shi ordenó a Zhang Bao asaltar la ciudad de Shating (沙亭) río arriba, donde capturó a unos 400 civiles; El 2 de octubre, Zheng Shi ordenó a Guo Podai fondear en los alrededores de Jigongshi (雞公石), presumiblemente cerca de Sanxiongqi (三雄奇, actual Sanhongqi 三洪奇), donde dos días después realizó una redada.
Ya a finales de octubre, la flota provincial había recuperado fuerzas y estaba lista para la acción bajo el mando de Sun Quanmou, pero fue derrotada de nuevo por Zhang Bao la noche del 21 de octubre cerca de la ciudad de Shawan (沙灣).

### Bloqueo de la bahía de Tung Chung

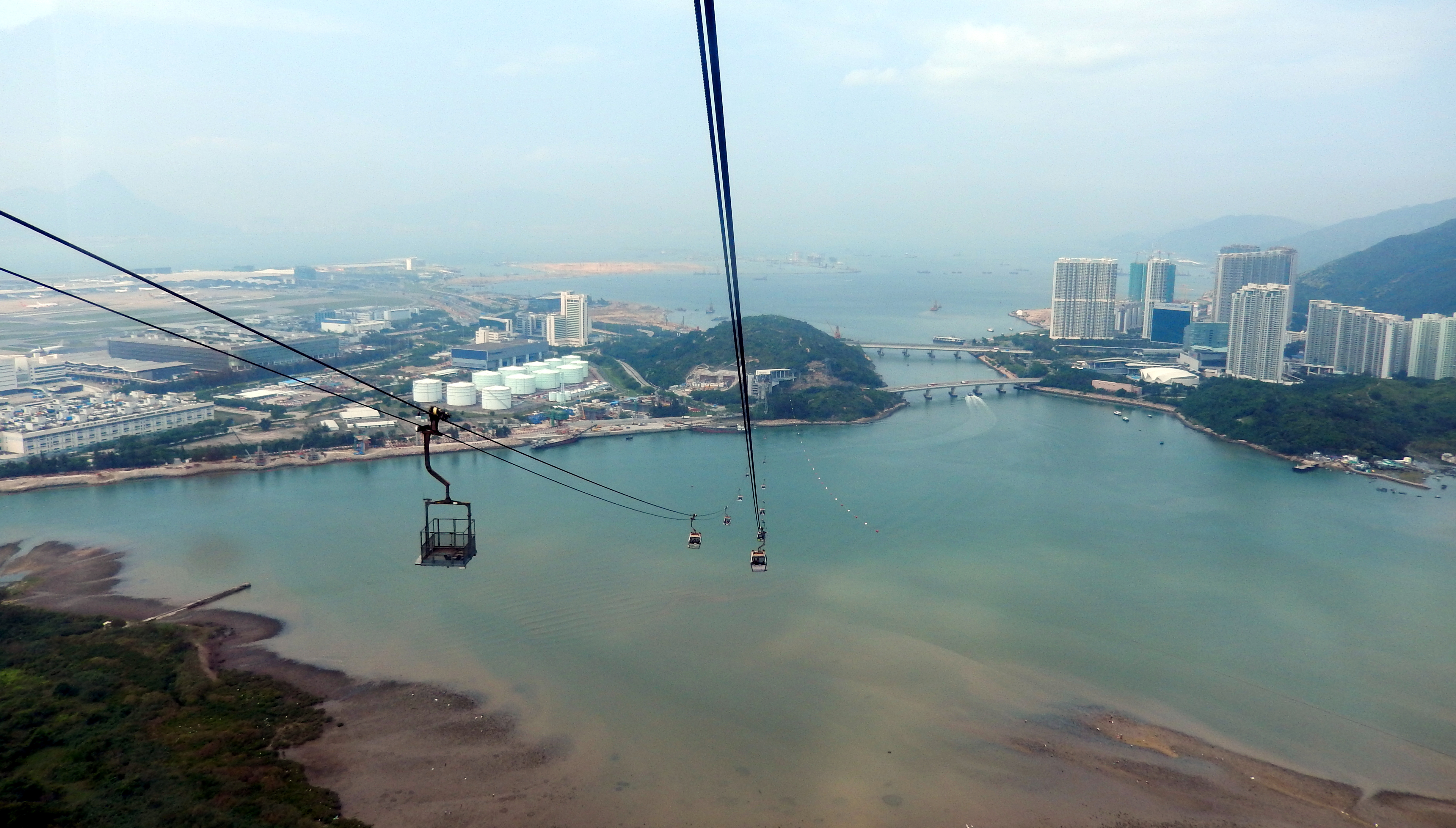
Bahía de Tung Chung en 2014

Desesperados, los funcionarios chinos miraron con renovado interés a los "bárbaros extranjeros", con la esperanza de obtener ayuda en su lucha contra Zheng Shi y la Confederación Pirata. El 5 de septiembre de 1809, Zheng Shi había capturado el bergantín de Antonio Botelho Homen (gobernador portugués de Timor), y los portugueses estaban ansiosos por vengarse.
A principios de noviembre de 1809, Zheng Shi abandonó repentinamente el río de las Perlas con sólo unos pocos barcos y ancló en la bahía de Tung Chung, al norte de la isla Lantau, para realizar reparaciones. El 4 de noviembre, los portugueses enviaron tres barcos y un bergantín para hostigar a Zheng Shi en Lantau. Ésta pidió ayuda inmediatamente a la Flota de la Bandera Roja al mando de Zhang Bao. El día 5, Zhang Bao llegó a la bahía de Tung Chung y, al ver que los portugueses ya no estaban allí, decidió anclar sus barcos para repararlos y hacerles mantenimiento.
El día 8, seis barcos portugueses bajo el mando del capitán de artillería José Pinto Alcoforado de Azevedo e Sousa bloquearon a Zheng Shi y Zhang Bao dentro de la bahía de Tung Chung: el Inconquistável (fragata), el Indiana (bergantín), el Belisário (bergantín), el Conceição (bergantín), el São Miguel (bergantín) y el Princesa Carlota (bergantín). El día 20, 93 barcos de la flota provincial se unieron a los portugueses en el bloqueo, comandados por Sun Quanmou.
Los piratas hicieron varios intentos de contraatacar y romper el bloqueo, pero no tuvieron éxito debido a vientos desfavorables. El día 23, los piratas lograron capturar un barco de la flota provincial y mataron a los 74 hombres que iban a bordo. La situación se convirtió en un impasse entre los piratas y la flota conjunta sino-portuguesa. Frustrado por la falta de progresos, Sun Quanmou convirtió 43 de sus barcos en brulotes y los lanzó a la deriva hacia los piratas en la bahía de Tung Chung el día 28.
Los piratas desviaron los brulotes, los remolcaron a tierra, extinguieron las llamas y los desguazaron para obtener leña. En ese momento, el viento cambió y dos de los brulotes fueron arrastrados de vuelta a la flota provincial e incendiaron dos de los barcos del propio Sun. El día 29, Zhang Bao y Zheng Shi rompieron el bloqueo y escaparon al Mar de China Meridional aprovechando el viento. La flota provincial perdió 3 barcos y al menos 74 hombres, mientras que los piratas perdieron 40 hombres y ningún barco.

### Rendición ante las autoridades de Qing
El año 1810 supuso el fin de la Confederación Pirata. Diversas fuentes difieren en cuanto a la motivación de la rendición de los piratas.
A principios de 1810, los piratas empezaron a darse cuenta de que estaban en tal posición de poder que podían negociar su rendición al gobierno de Guangdong sin que se les impusieran castigos ni sanciones. Guangdong estaba tan desesperado por acabar con el azote de la piratería que estaba dispuesto a legitimar su poder a cambio de su retirada.
Un enfoque alternativo sostiene que a finales de 1809 las fuerzas se volvieron contra Zheng Shi y la Confederación Pirata. Guo Podai, líder de la Flota de la Bandera Negra, se negó a apoyar a Zheng Shi y Zhang Bao durante la Batalla de la Bahía de Tung Chung, y más tarde se enfrentó abiertamente a Zhang Bao cerca de Humen. El 13 de enero de 1810, Guo Podai se rindió oficialmente al virrey de Liangguang, Bai Ling, y fue recompensado con el rango de subteniente (把總).
Los portugueses y los británicos se unieron oficialmente a la refriega. El 15 de septiembre de 1809, el navío británico Mercury aceptó unirse a 60 buques de guerra provinciales para patrullar el paso interior del río de las Perlas. El 23 de noviembre, los portugueses firmaron un acuerdo con Bai Ling, según el cual seis barcos portugueses se unirían a la flota provincial china para patrullar entre Humen y Macao durante seis meses.
La política de Bai Ling de adiestrar milicias y aplicar embargos tuvo un éxito razonable a la hora de cortar las líneas de suministro de los piratas. Fueron todas estas razones combinadas, más el límite organizativo de la Confederación Pirata, que se mantuvo unida por unos pocos líderes carismáticos como Zheng Shi, Zhang Bao y Guo Podai, lo que llevó a Zheng Shi a considerar la rendición frente a las autoridades a principios de 1810.
Con el Ouvidor (magistrado) de Macao Miguel José de Arriaga como mediador, Zheng Shi, Zhang Bao y Bai Ling se reunieron oficialmente en el buque insignia de Zhang Bao el 21 de febrero de 1810. Las negociaciones se rompieron rápidamente cuando Bai Ling rechazó la demanda de Zheng Shi y Zhang Bao de conservar 5.000 subordinados y 80 barcos para entrar en el comercio de la sal y unirse a la campaña anti-pirata en el oeste de Guangdong. Al final del día, diez indiamen británicos pasaron por delante de la flota pirata y alarmaron a Zhang Bao, que sospechó de algún tipo de trampa sinoeuropea y se retiró rápidamente.
El 17 de abril, Zheng Shi, deseando salir del impasse, dirigió personalmente una delegación de 17 mujeres y niños al Yamen en Guangzhou y negoció con Bai Ling, que cedió a sus demandas. El 20 de abril de 1810, Zheng Shi y Zhang Bao se rindieron oficialmente a Bai Ling cerca de Furongsha (芙蓉沙, cerca de lo que hoy es Guzaiwan 古仔湾) con 17.318 piratas, 226 barcos, 1.315 cañones y 2.798 armas variadas. Zheng Shi se rindió con 24 barcos y 1.433 piratas a su mando. Zhang Bao recibió el rango de teniente (千總) y se le permitió conservar una flota privada de 20 a 30 barcos. Zheng Shi también recibió permiso para casarse oficialmente con Zhang Bao. Zheng Shi y su tripulación fueron indultados, y los hombres recibieron cerdo, vino y dinero.

## Vida después de la piratería y muerte
Tras la rendición, Zhang Bao se distinguió aún más al derrotar a la Flota de la Bandera Azul al mando de Wu Shi'er (烏石二) cerca de la península de Leizhou. Zhang Bao, con Zheng Shi acompañándole, fue trasladado más tarde a Min'an, en Fujian, donde Zheng Shi dio a luz a un hijo, Zhang Yulin, en 1813 (張玉麟).
En 1822, Zhang Bao, de 36 años, murió cerca de Penghu mientras servía como coronel (副將) a cargo de la guarnición de Penghu. En 1824, Zheng Shi regresó a Guangdong con Zhang Yulin. En 1840, mientras vivía en Nanhai, Zheng Shi presentó cargos contra un funcionario del gobierno, Wu Yaonan (伍耀南), por haber malversado 28.000 taeles de plata que Zhang Bao le había entregado en 1810 para la compra de una finca. El entonces virrey de Liangguang, Lin Zexu, solicitó al emperador que desestimara el caso, lo cual hizo.
En 1844, Zheng Shi murió a la edad de 68 o 69 años, tras haber llevado una vida relativamente tranquila después de la muerte de su segundo marido, como propietaria de una infame casa de apuestas en los alrededores de Guangdong.

## Legado
Los tres códigos de Zhang Bao para los piratas de la Flota de la Bandera Roja suelen atribuirse erróneamente a Zheng Shi. Los códigos son:
1. Si algún pirata va en solitario a tierra, será apresado, sus orejas mutiladas, será paseado por la flota y ejecutado.
2. De los bienes robados y saqueados no se tomará a título privado ni la más mínima cosa, todo será registrado. El pirata recibe para sí, de diez partes, sólo dos; ocho partes pertenecen al almacén, llamado fondo general; quienes roben algo de este fondo general, serán ejecutados.
3. No se hará daño ni se hostigará a las mujeres capturadas en las aldeas. Todas las mujeres cautivas serán registradas, se anotará su lugar de origen y se les asignarán alojamientos separados. Quienes violen o cometan adulterio con las mujeres cautivas serán ejecutados.

Los tres códigos y el hecho de que Zhang Bao fuera el autor de los mismos se registraron en Jing hai fen ji (靖海氛記), un relato de la Confederación Pirata realizado por el funcionario Yuan Yonglun (袁永綸) de la dinastía Qing basado en testimonios de primera mano. Lo más probable es que la atribución errónea de los códigos a Zheng Shi tenga su origen en la obra de Philip Gosse The History of Piracy, publicada por primera vez en 1932, en la que afirmaba que Zheng Shi había redactado "un código de normas para sus tripulaciones que se asemejaba en cierto modo a las suscritas por los piratas europeos de antaño."
Gosse afirmaba haber basado la historia de Zheng Shi en una traducción de Jing hai fen ji de Charles F. Neumann, en History of the Pirates Who Infested the China Sea from 1807 to 1810, publicada en 1831, que en sí misma contiene numerosos errores de traducción. Se cree que Gosse estaba interesado principalmente en una crónica sensacionalista de Zheng Shi, ya que en The History of Piracy afirmaba que "el original (Jing hai fen ji), publicado en Cantón en 1830, está dedicado principalmente a las hazañas de un solo pirata, que además era una mujer", cuando en realidad Jin hai fen ji contiene muchas más menciones a Zhang Bao (88) que a Zheng Shi (25).
Aunque se haya establecido que los códigos estaban mal atribuidos, otras fuentes enumeran códigos adicionales que podrían haber sido emitidos por Zheng Shi, los cuales se recopilan a continuación:
- Quien fuera sorprendido dando órdenes por su cuenta o desobedeciendo una orden de un superior será decapitado inmediatamente.
- Hurtar del tesoro común o de los fondos públicos y robar a los aldeanos que abastecían a los piratas se consideran delitos capitales.
- Ningún pirata podía quedarse con ningún bien antes de la inspección.
- Los bienes tenían que ser registrados y luego distribuidos por el jefe de la flota.
- El 20% del botín debía ser devuelto al captor original y el resto se depositaba en un tesoro o almacén conjunto.
- Las divisas debían entregarse al jefe del escuadrón, una parte se entregaba a la flota y otra al captor.

Un relato semificticio de Zheng Shi, basado en The History of Piracy de Philip Gosse, apareció en el cuento de Jorge Luis Borges La viuda Ching, pirata (parte de Historia universal de la infamia (1935)), donde se la describe como "una dama pirata que operaba en aguas asiáticas, desde el Mar Amarillo hasta los ríos de la costa de Annam", y que, tras rendirse a las fuerzas imperiales, es indultada y se le permite vivir el resto de su vida como contrabandista de opio. En la historia, Borges repitió la falsa afirmación de que los códigos piratas fueron emitidos por Zheng Shi.
En 2020, Angela Eiter terminó la primera ascensión de la ruta de alpinismo Madame Ching (a la que dio nombre en honor a Zheng Shi) en Imst, Austria.

### Arte, espectáculo y medios de comunicación

#### Cine
- Cantando dietro i paraventi (2003), dirigida por Ermanno Olmi, está parcialmente basada en el cuento de Jorge Luis Borges La viuda Ching, pirata.[63]
- En Piratas del Caribe: En el fin del mundo (2007), dirigida por Gore Verbinski, aparece un personaje interpretado por Takayo Fischer llamado "Mistress Ching" que está inspirado en Zheng Shi.

#### Experiencia de realidad virtual
- Madame Pirate: Becoming a Legend (2021), dirigida por Dan Chi Huang y Morgan Ommer, es una narración ficticia del ascenso al poder de Zheng Shi.[64] Con Yi Ti Yao, Shang-Ho Huang, Ling Yuan Kung y Hao-Hsiang Hsu. Producida por Serendipity Films.

#### Literatura
- El relato La viuda Ching, pirata, de Historia universal de la infamia (1935), de Jorge Luis Borges, se basa en la vida de Zheng Shi.
- En The Wake of the Lorelei Lee (2012), libro 8 de la serie Bloody Jack de L.A. Meyer, el personaje Cheng Shih está basado en Zheng Shi.
- The Flower Boat Girl (2021), de Larry Feign, es una novela de ficción basada estrechamente en la vida de Zheng Shi, que incorpora investigaciones históricas realizadas por el autor.[65][66]
- La novela de ciencia ficción Mickey7 (2022), de Edward Ashton, habla de la primera misión colonial humana interestelar que partió en una nave llamada "Ching Shih". La adaptación cinematográfica de la novela, dirigida por Bong Joon-Ho, parece ser el próximo proyecto de Bong.[67]
- La novela de ciencia ficción The Red Scholar's Wake (2022), de Aliette de Bodard, presenta piratas espaciales basados en Zheng Shi y en los piratas del Mar de la China Meridional.[68]
- La autora taiwanesa-estadounidense Rita Chang-Eppig publicó una biografía ficticia de Zheng Yi Sao en su novela debut Deep as the Sky, Red as the Sea (2023), refiriéndose a la heroína de su historia por el nombre con el que se la asocia en Taiwán, Shek Yeung.[69][70]

#### Manga y novelas gráficas
- En el capítulo 15 de Codename: Sailor V (noviembre de 1997), manga creado por Naoko Takeuchi, Sailor V se transforma temporalmente en Zheng Yi Sao.
- Afterlife (2006) es una novela gráfica de OEL que presenta a Zheng Yi Sao como una guardiana que lucha contra los demonios para proteger a los habitantes del inframundo.
- En el capítulo 60 de Worn and Torn Newbie, un webtoon coreano, una capitana pirata aparece como "Ching Shih".

#### Televisión
- En Captain of Destiny (2015), un drama televisivo de Hong Kong, Maggie Shiu interpreta a Shek Kiu (石嬌), que se basa en Zheng Shi.
- Zheng Yi Sao es interpretada por Crystal Yu en el especial de Doctor Who de 2022  que lleva por título Legend of the Sea Devils.[71]
- En la segunda temporada de Our Flag Means Death, de HBO, Zheng Yi Sao es interpretado por Ruibo Qian.

#### Podcasts
- Un episodio del podcast de la BBC Sounds You're Dead To Me se centra en Zheng Yi Sao. El presentador Greg Jenner está acompañado por Ria Lina y el profesor Ronald C. Po.[72]
- En un episodio del podcast Sweetbitter, Pirates: Zheng Yi Sao & 20th c. Chinese Piracy, las presentadoras Leesa Charlotte y Ellie Brigida hablan con Laura Duncombe, Jamie Goodall y Alyse Knorr sobre la vida y el legado de Zheng Shi.[73]

#### Videojuegos
- El héroe Pirata de For Honor está estrechamente inspirado en Zheng Shi.[74]
- Baozhai, un personaje de Indivisible, está inspirado en Zheng Shi.
- Jing Lang, un antagonista de Assassin's Creed IV: Black Flag, está inspirado en Zheng Shi.
- Ching Shih es una unidad "Gran Almirante" del juego de estrategia Civilization VI, que otorga recompensas extra por saquear rutas comerciales.[75][76]

#### Música
- La canción Bloody Rose of China de The Jolly Rogers cuenta una versión de la historia de la vida de Zheng Shi.[77]

#### Musicales
- El musical Asian Pirate Musical presenta una versión de Zheng Shi.[78]